# Fränkisches Wunderland
Koordinaten: 49° 39′ 26″ N, 11° 27′ 47″ O
Das Fränkische Wunderland war ein Freizeitpark bei Plech in Oberfranken. Der Park lag an der A 9 zwischen Bayreuth und Nürnberg und war über die Ausfahrt Plech zu erreichen.
Im Jahr 2013 wurde der Park geschlossen.

## Geschichte
Seit der Eröffnung zu Pfingsten 1976 ist der Park stetig gewachsen. Von Anfang an wurde er immer wieder ausgebaut und erweitert. Mit den Jahren entstanden drei Themenbereiche: der Märchenwald, eine Westernstadt und ein Aktionsareal. Eine Besonderheit für Kinder bis zu sechs Jahren war das Babyland.
Die erste Achterbahn kam 1993 in den Park und trug den Namen Kansas-City Express. Seit 1996/1997 gab es mehrere neue Attraktionen: den Kletterberg „Himalaja“, ein Kettenkarussell, einen Drachenturm mit Rutschen, sowie die elektrische Schießhalle „Golden Colts Saloon“.
2001 zum 25-jährigen Jubiläum kam ein mit Westerngondeln bestücktes Riesenrad hinzu. Im Jahr 2003 folgten weitere Neuerungen: Riesentrampolin „Seerosenteich“ und „Schatzsuche“. Außerdem wurde 2004 eine Sling-Shot Anlage eröffnet, die es bis zum Jahre 2011 im Park gab.
2007 wurde eine 3000 m² große Spiel- und Aktionshalle eröffnet. Im Zuge der Bayern Tour Natur gibt es seit 2010 auch eine Beerenschleuder für Kinder. 2012 entstand in der Westernstadt die Wasserbombenschleuder „WaterShots“ für Kinder und Erwachsene an der Stelle des ehemaligen Sling-Shots.
2014 blieb der Park während der gesamten Saison geschlossen und einige Fahrgeschäfte wurden abgebaut. Eine ursprünglich geplante Neueröffnung in der Saison 2015 wurde nicht realisiert. Für einzelne Veranstaltungen wurde der Park ab September 2016 geöffnet. Es gab weiterhin Pläne für den Erhalt der Anlage.
Am 8. März 2022 sollte eine noch nicht näher benannte Freizeitparkgruppe ihre Pläne für den Erhalt bzw. die Neugestaltung des Parks vorstellen. Am Vortag wurde der Beschluss eines dafür nötigen Bebauungsplans in der Kommunalvertretung von Plech erwartet. Laut Pressemitteilung vom 8. März 2022 hat Robert Dahl den ehemaligen Park erworben und will diesen künftig als Karls Erlebnis-Dorf Plech betreiben. Robert Dahl ist im norddeutschen Raum für Erdbeeren und Erdbeer-Erlebnisparks (u. a. in Rövershagen bei Rostock und in Elstal bei Berlin) bekannt. Die Eröffnung ist für 2026 geplant.

## Ausstattung

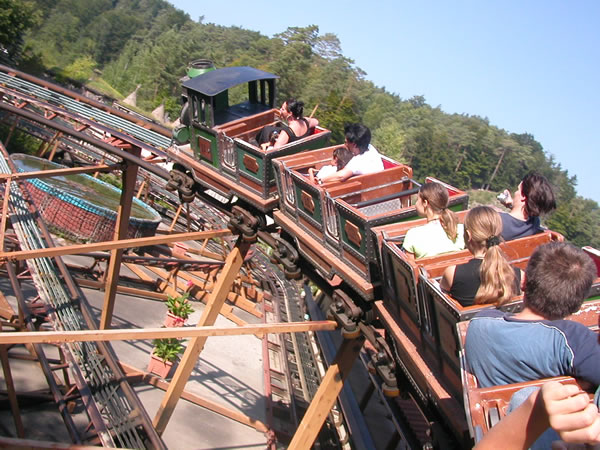
Die Achterbahn „Kansas-City Express“

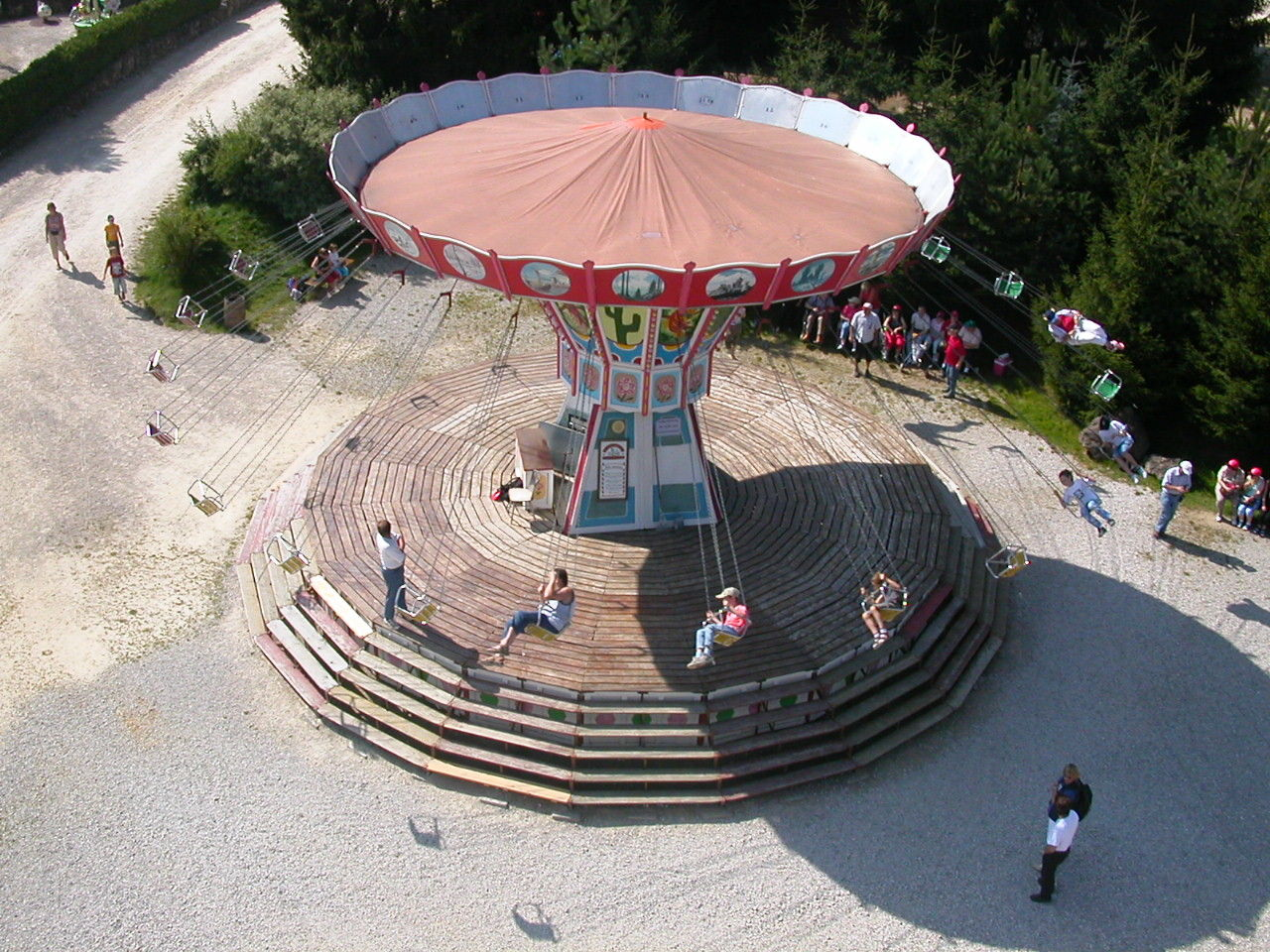
Kettenflieger

- Märchenwald
  - Elektrische Märchen
  - Sommerrodelbahn
  - Pilzlehrpfad
  - Mini-Eisenbahn durchs Dinoland

- Western-Stadt Kansas City
  - Achterbahn Kansas-City Express
  - Nostalgie Fotostudio
  - Grillplatz
  - WaterShots
  - Geisterstadt
  - Whisky-Karussell
  - Western-Eisenbahn
  - Rodeo-Reiten
  - Bergwerk mit Goldwaschanlage
  - Postkutsche
  - Riesenrad

- Aktionsareal
  - Liebesschaukeln
  - Kettenflieger
  - Riesentrampolin Seerosenteich
  - Drachenturm
  - Kletterberg
  - Beerenschleuder
  - Babyland
  - Herzwasserkissen
  - 3000 m² Spiel- und Aktionshalle

## Shows
- „Geisterstunde in Tombstone“, elektrische Geistershow
- Rituelle Tänze der Azteken-Indianer, vorgeführt in einem original Mandan-Erdhaus.

## Fotogalerie

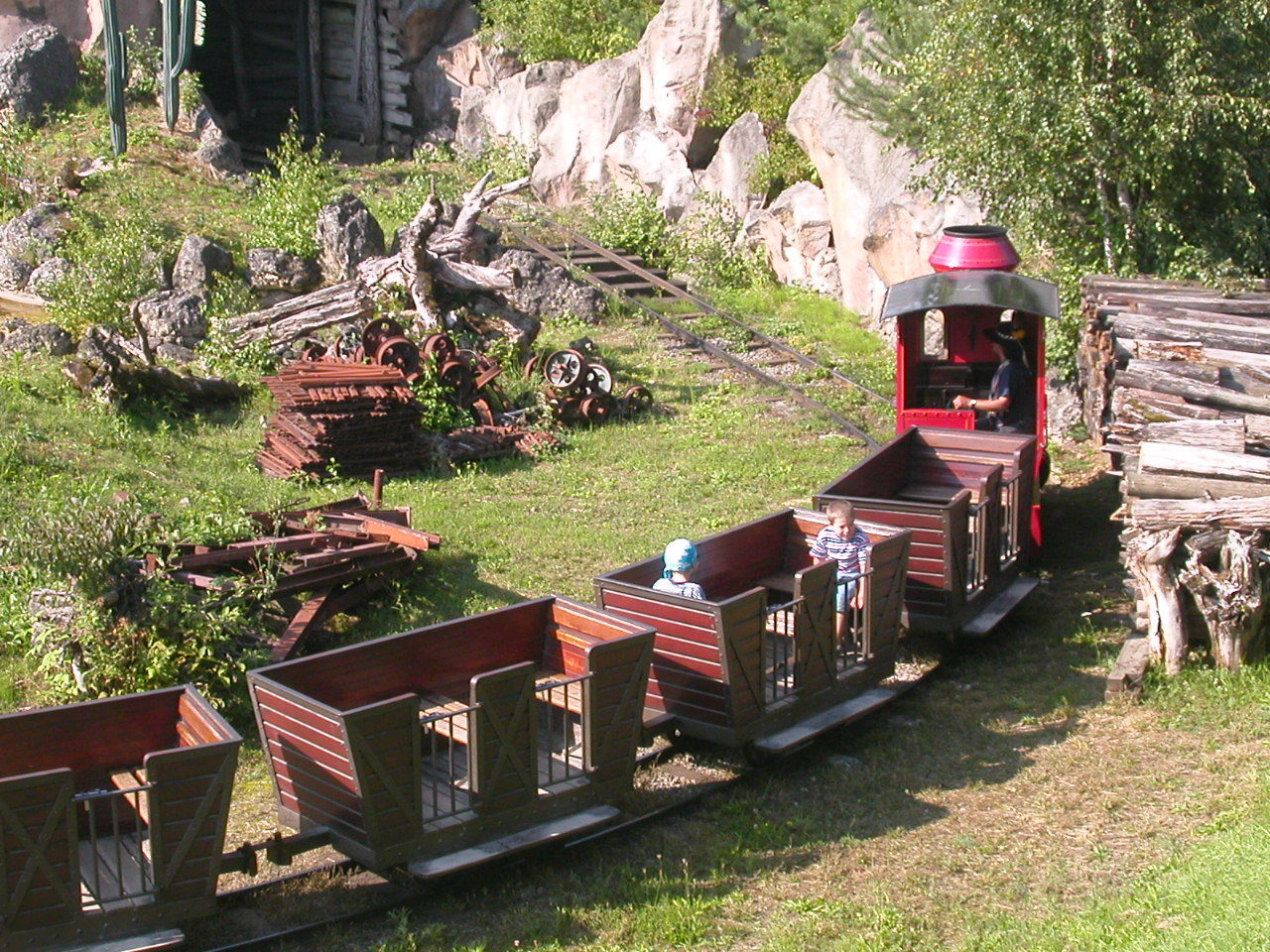
Westerneisenbahn mit Bergwerk
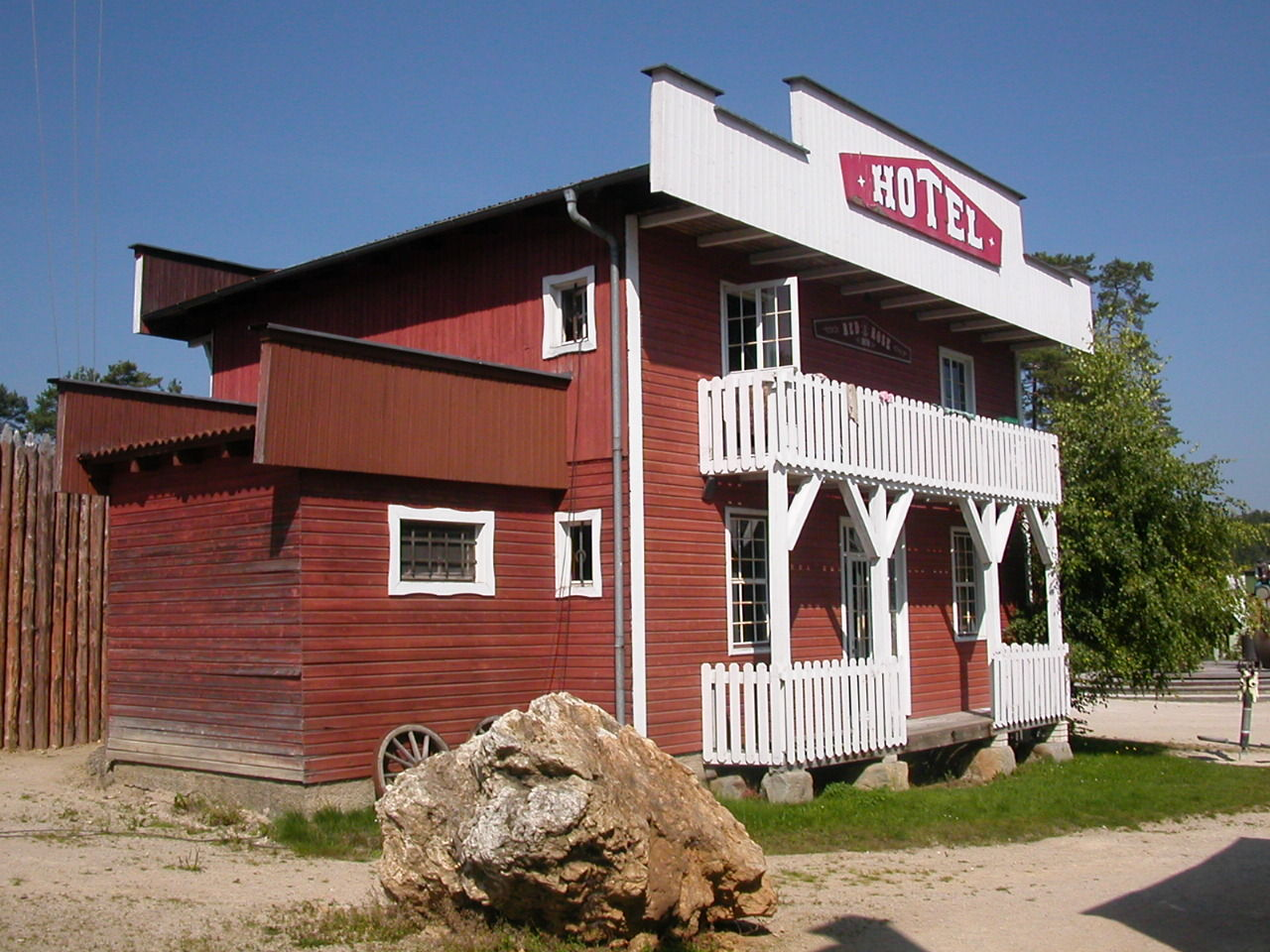
Westernhotel
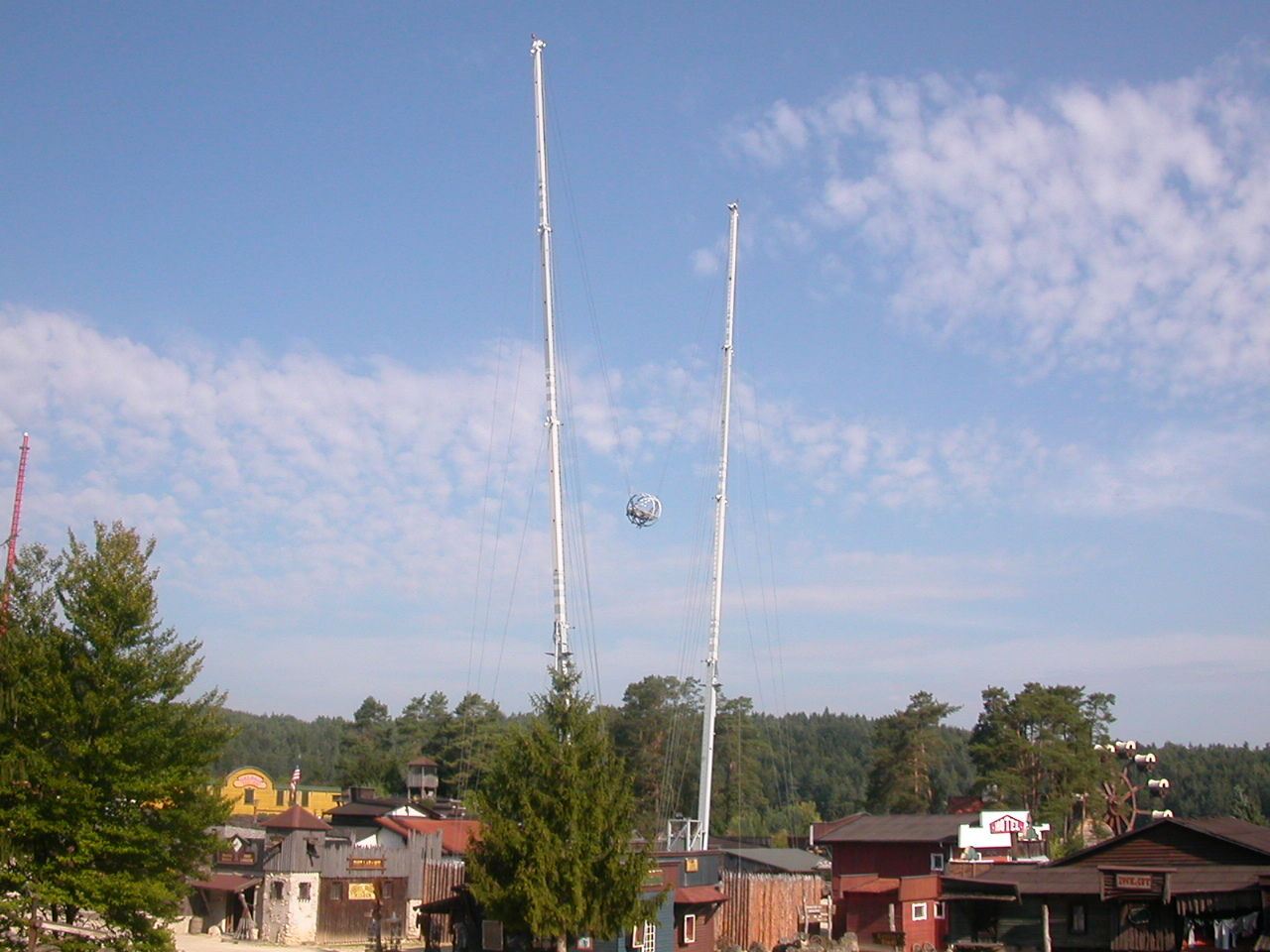
Ehemalige Sling-Shot-Anlage